# Antonio La Penna (lottatore)
Antonio Lapenna (Roma, 17 ottobre 1960) è un ex lottatore italiano.

## Biografia
Nato nel 1960 a Roma, gareggiava nella lotta greco-romana, nella classe di peso dei pesi supermassimi (+100 kg).
Nel 1979 ha vinto una medaglia di bronzo ai Giochi del Mediterraneo di Spalato, chiudendo dietro allo jugoslavo Prvoslav Ilić e al turco Kenan Ege.
A 19 anni ha partecipato ai Giochi olimpici di Mosca 1980, nella lotta greco-romana, pesi supermassimi, venendo sconfitto in entrambi i primi 2 turni, rispettivamente dal libanese Hassan Bchara, poi bronzo, e dal sovietico Oleksandr Kolčyns'kyj, poi oro, in entrambi i casi per caduta.
Nel 1983 ha conquistato un altro bronzo ai Giochi del Mediterraneo, quelli di Casablanca, arrivando dietro allo jugoslavo Refik Memišević e all'egiziano Hassan El-Haddad.
A 23 anni ha preso di nuovo parte alle Olimpiadi, quelle di Los Angeles 1984, sempre nella lotta greco-romana, pesi supermassimi, perdendo nella fase a gironi per 3-1 contro l'egiziano Hassan El-Haddad e per 4-0 contro il rumeno Victor Dolipschi, poi bronzo, terminando 6º totale.
Padre di tre figli, le gemelle Francesca e Michela (anno di nascita 1997) e il più piccolo Costantino (anno di nascita 2005). 

## Palmarès

### Giochi del Mediterraneo
- 2 medaglie:
  - 2 bronzi (Lotta greco-romana +100 kg a Spalato 1979, lotta greco-romana +100 kg a Casablanca 1983)